# Nhan Chân Khanh

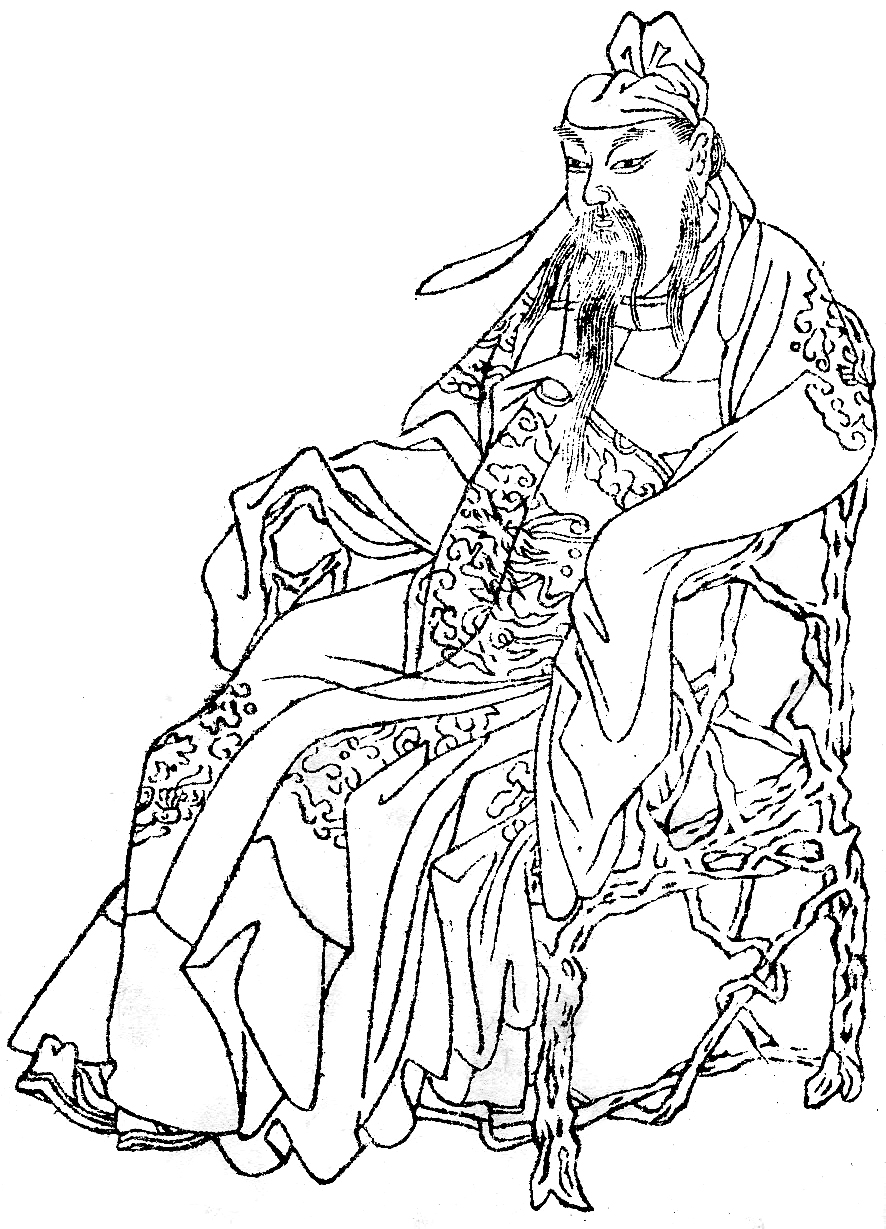
Nhan Chân Khanh

Nhan Chân Khanh (giản thể: 颜真卿; phồn thể: 顏真卿; bính âm: Yán Zhēnqīng; Wade–Giles: Yen Chench'ing, 709–785) là một nhà thư pháp Trung Quốc hàng đầu và là một vị quan thái thú trung thành của nhà Đường trong lịch sử Trung Quốc. Do được phong chức Lỗ quận công nên đời sau còn gọi ông là Nhan Lỗ Công.

## Thân thế
Nhan Chân Khanh tự là Thanh Thần (清臣), người Lâm Nghi, Lang Nha. Ông là cháu 7 đời của học giả nổi tiếng Nhan Sư Cổ đời Bắc Tề và là cháu 5 đời của Nhan Chi Thôi – tác giả sách Nhan thị gia huấn nổi tiếng. Nhan Chân Khanh sinh ra trong gia đình gia giáo nên đã tu dưỡng bản thân từ nhỏ.

## Quan Ngự sử
Trong niên hiệu Khai Nguyên đời Đường Huyền Tông, ông thi đỗ tiến sĩ, được trao chức Giám sát ngự sử. Được cử đi trấn trị, ông đã xử lý nhiều vụ án oan khuất trong dân chúng, nên được nhân dân hàm ơn, gọi là "mưa Ngự sử".
Năm 753, vì tính cách ngay thẳng, không a dua theo Tể tướng Dương Quốc Trung (anh Dương Quý Phi) nên Nhan Chân Khanh bị điều ra làm quan ở quận Bình Nguyên.

## Chống An Lộc Sơn
Quận Bình Nguyên mà Nhan Chân Khanh đến trấn nhậm thuộc Hà Bắc do An Lộc Sơn quản lý. Lộc Sơn vốn có bụng phản nhà Đường, nhưng tìm cách che mắt Đường Huyền Tông nên chưa bị lộ mưu đồ.
Riêng Nhan Chân Khanh biết trước sau Lộc Sơn cũng làm phản, nên lấy cớ đề phòng lũ lụt mà sửa sang thành quách ở Bình Nguyên. Đồng thời, ông ngầm mộ thêm binh sĩ, chứa thêm chiến cụ và lương thực. Bề ngoài, ông vẫn không tỏ rõ ý định, chỉ hội họp văn sĩ uống rượu làm thơ, bơi thuyền trên sông. Có người mật báo cho An Lộc Sơn, Lộc Sơn sai thủ hạ đi dò xét nhưng cuối cùng vẫn không nghi ngờ gì ông, chỉ cho rằng ông là anh học trò tầm thường.
Năm 755, An Lộc Sơn dấy quân làm phản từ Ngư Dương. Chiến sự nhanh chóng lan ra toàn Hà Bắc. Các thành trì khác không kịp phòng bị, rất mau bị quân Lộc Sơn hạ, riêng Bình Nguyên trụ vững trước sức tấn công của địch.
Ban đầu vua Huyền Tông nghe tin nhiều thành trì ở Hà Bắc thất thủ, thở dài than rằng:
Hai mươi tư quận Hà Bắc chẳng lẽ không có lấy một vị trung thần!
Nhưng sau đó nhận được tờ biểu của Chân Khanh tâu về, Huyền Tông rất mừng.
Nhan Chân Khanh có hơn 1 vạn quân trong thành, cố sức phòng thủ. An Lộc Sơn sau khi đánh chiếm Lạc Dương bèn sai Đoàn Tử Quang đến dụ ông đầu hàng. Ông không hề do dự, chém luôn Tử Quang, kiên quyết trung thành với nhà Đường. Các quận huyện xung quanh nghe tin Chân Khanh trụ vững ở Bình Nguyên, cùng kéo về ủng hộ ông, có tất cả 20 vạn người, tôn ông làm chủ soái.
Đường Huyền Tông bèn phong ông làm Thị lang bộ Hộ, kiêm chức Thái thú Bình Nguyên. Ông phối hợp với đạo quân ở Thanh Hà tiến đánh Nguỵ quận, giết hơn 1 vạn quân địch.
Năm 756, An Lộc Sơn đánh chiếm được Trường An, Đường Huyền Tông bỏ chạy vào đất Thục. Thái tử Lý Hanh tập hợp lực lượng ở núi Linh Vũ lên ngôi, tức là Đường Túc Tông. An Lộc Sơn lệnh cho tướng Sử Tư Minh đi chinh phục Hà Bắc. Sử Tư Minh đánh đâu thắng đó, tới bao vây Bình Nguyên. Nhan Chân Khanh liệu thế không thể giữ được Bình Nguyên để chống đạo quân hùng mạnh của Tư Minh, bèn bỏ thành, men theo Giang Hoài – Kinh Tương tới Linh Vũ theo Đường Túc Tông. Túc Tông phong ông làm Thượng thư bộ Hình, Ngự sử đại phu.
Anh họ ông là Nhan Cảo Khanh cũng tham gia chống An Lộc Sơn và bị bắt giết năm 758. Nhà họ Nhan bị giết hơn 30 người.

## Mất lòng Tể tướng
Nhan Chân Khanh không tiếp tục ra mặt trận mà hoạt động trong triều đình. Ông đề xướng nghi lễ để đưa hành vi của bầy tôi vào quy phạm. Bên ngoài, các tướng Quách Tử Nghi, Lý Quang Bật khổ chiến trong nhiều năm, cuối cùng dẹp được loạn An Sử năm 763.
Do Nhan Chân Khanh thẳng thắn, không việc gì biết mà ông không nói nên ông bị quyền thần Lý Quốc Phụ ghét, hai lần bị hạ chức.
Thời Đường Đại Tông (762-779), ông lại được mời về làm quan trong triều. Tuy nhiên tính ngay thẳng của ông làm Tể tướng Nguyên Tải không vừa lòng. Nguyên Tải muốn chuyên quyền, nên đề ra quy định: các quan có lời gì muốn tâu thì không được trực tiếp tâu vua mà phải tâu lên trưởng quan thượng cấp; trưởng quan trình Tể tướng và Tể tướng tâu vua. Chân Khanh cực lực phản đối ý định đó của Nguyên Tải, cho rằng như vậy là che mắt vua. Nguyên Tải lấy cớ quy kết ông phỉ báng Tể tướng, biếm ông ra làm quan ở ngoài.
Không lâu sau Nguyên Tải bị giết, ông lại trở về triều. Dưới thời Đường Đức Tông (779 – 804), ông lại bị Tể tướng Dương Viêm ghen ghét, đổi ra làm chức Thái tử thiếu bảo, chỉ có danh không có thực quyền.
Sau đó khi Tể tướng Lư Kỷ lên nắm quyền cũng không vừa lòng với Chân Khanh. Lư Kỷ là người nham hiểm, bề ngoài tỏ ra cung kính nhưng bên trong mưu hại người khác.
Sau loạn An Sử, nhiều phiên trấn vẫn cát cứ không chịu ràng buộc với nhà Đường, trong đó có Lý Hy Liệt ở Hoài Ninh. Lư Kỷ khuyên Đường Đức Tông cử Nhan Chân Khanh đi dụ Hy Liệt. Mọi người trong triều đều cho rằng không nên làm như vậy vì Hy Liệt hung hãn không muốn quy phục, sẽ nguy hiểm cho Chân Khanh. Tuy nhiên Đức Tông tin dùng Lư Kỷ, nghe theo ý kiến Tể tướng.
Năm 785, Nhan Chân Khanh lên đường đi Hứa châu. Lý Hy Liệt bèn bắt giam Chân Khanh. Chân Khanh không khuất phục, tự soạn luôn mộ chí và văn tế cho mình để tỏ ý quyết chết. Hy Liệt dụ ông, muốn thăng chức làm Tể tướng để chống nhà Đường. Chân Khanh nhất định không nghe theo, lớn tiếng mắng Hy Liệt. Do đó Lý Hy Liệt bèn giết ông.
Nhan Chân Khanh đã phục vụ 4 triều vua Đường, thọ 77 tuổi.

## Nhà thư pháp
Ngoài tài năng và nhân cách, Nhan Chân Khanh còn rất nổi tiếng về thư pháp.
Phong cách thư pháp "Nhan thể" của ông là phong cách giáo khoa mà nhiều người theo học môn thư pháp ngày nay học hỏi.
Tác phẩm thư pháp mà ông còn để lại nổi tiếng nhất là Tế điệt cảo, tức là bài tế cháu Nhan Quý Minh – con của Nhan Cảo Khanh, cùng chết với cha trong loạn An Sử bởi tay An Lộc Sơn. "Tế điệt cảo" được tôn xưng là "Thiên hạ đệ nhị hành thư" trong Tam đại hành thư thư pháp thiếp, và là một trong 10 danh thiếp truyền thế của Trung Quốc .

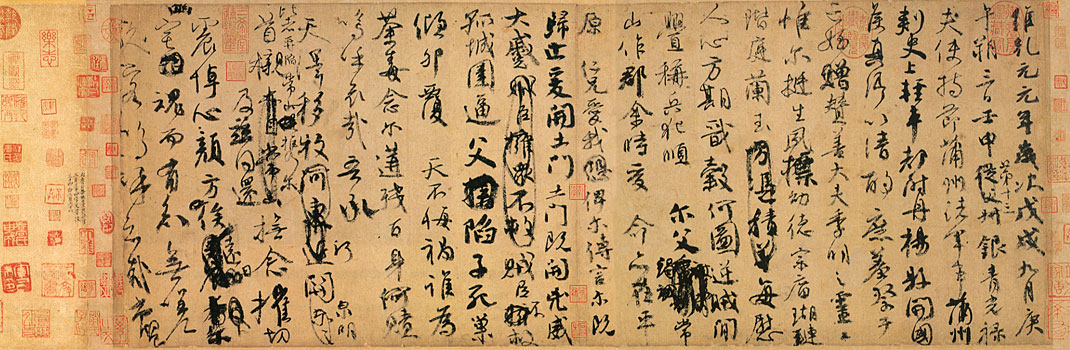
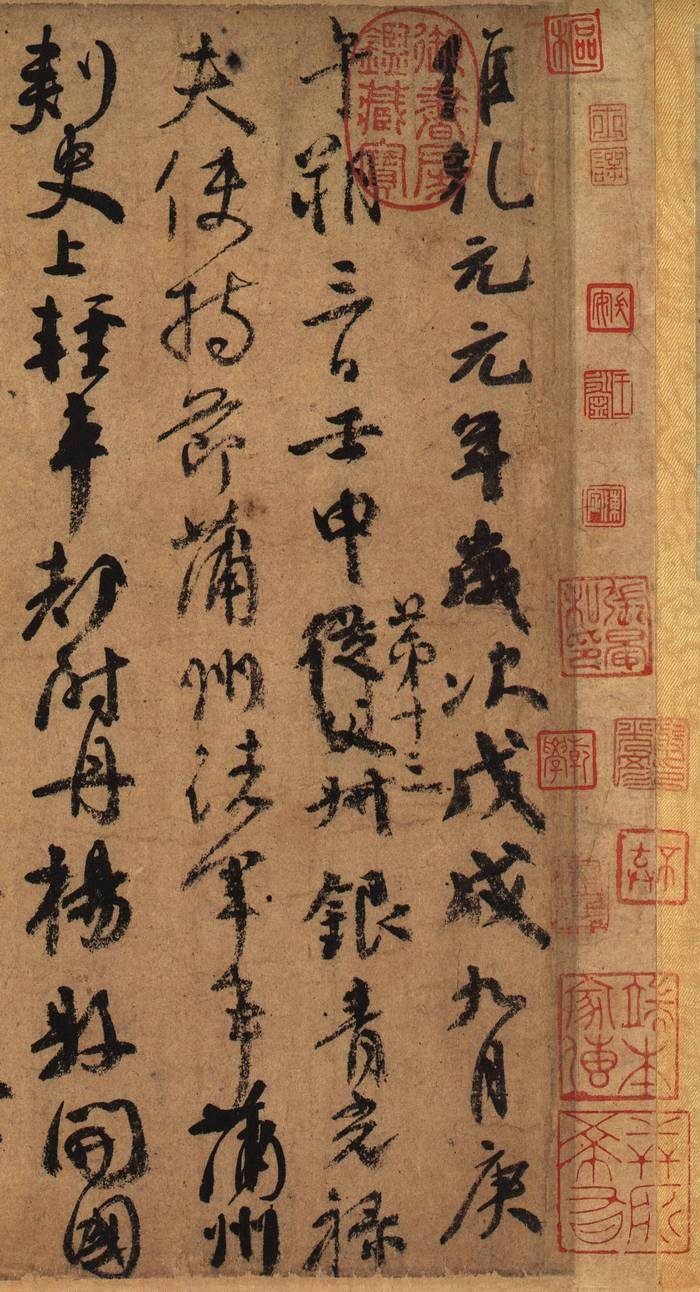
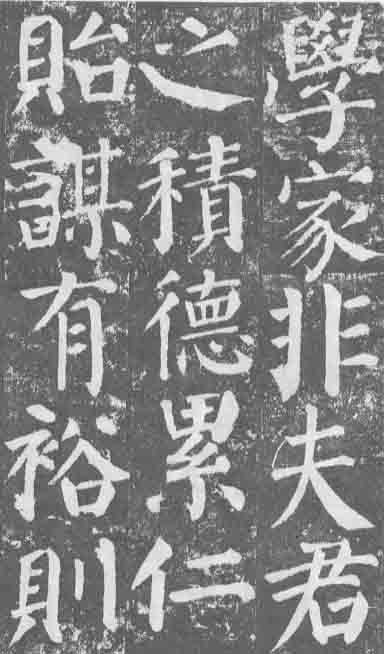
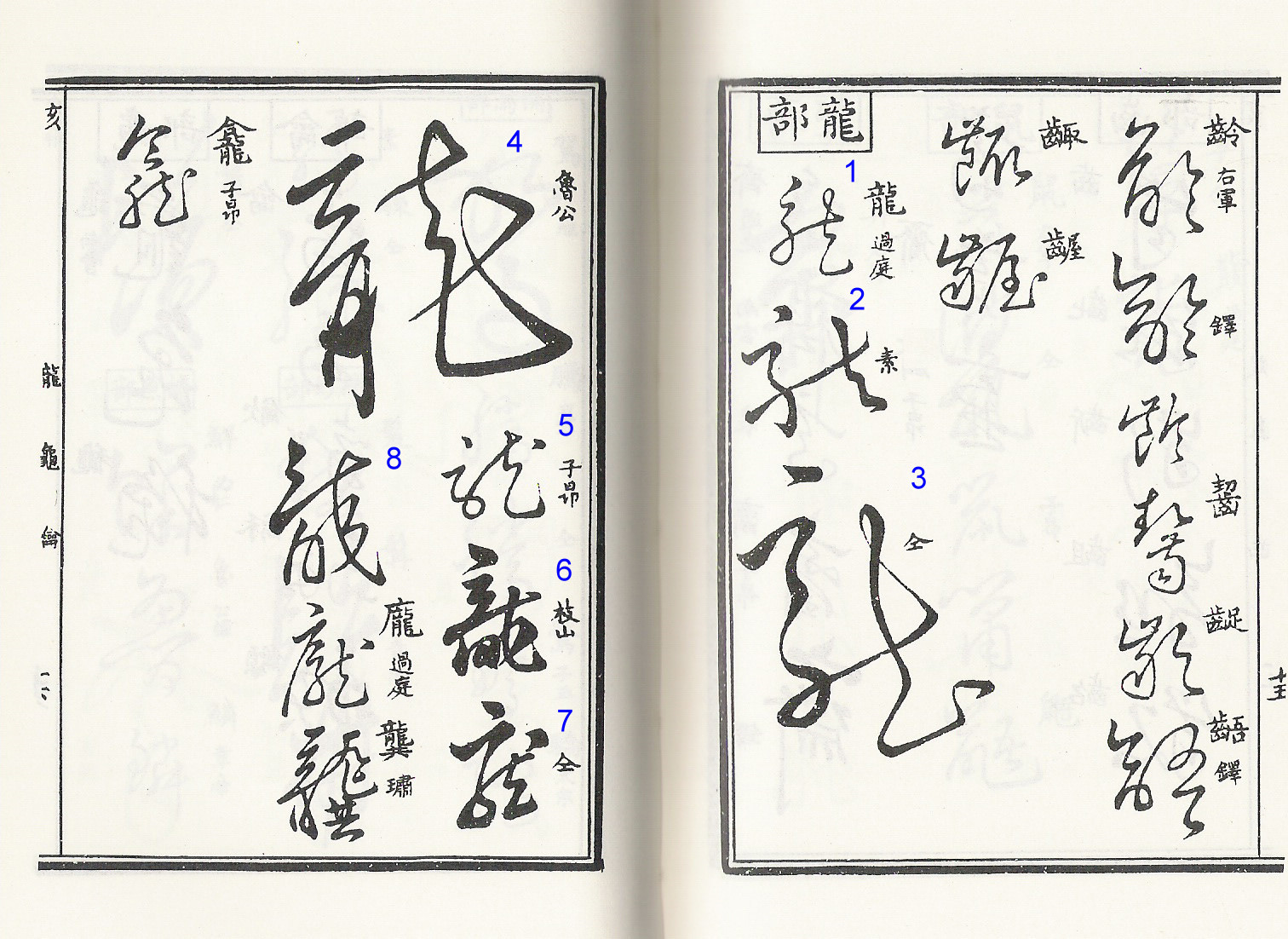